# Voo China Airlines 676
O voo China Airlines 676 era um serviço regular internacional de passageiros que se acidentou numa estrada e num bairro residencial de Taoyuan, perto do Aeroporto Internacional de Chiang Kai-shek (atualmente Aeroporto Internacional de Taiwan Taoyuan), em Taiwan na noite de 16 de fevereiro de 1998.
O Airbus A300 que realizava o voo partiu do Aeroporto Internacional Ngurah Rai em Bali para Taipei. Quando o avião se aproximava ao aeroporto Chiang Kai-shek o tempo era ruim, com chuva e névoa, o piloto falhou na aproximação, e fez uma nova tentativa. Depois que o piloto foi autorizado a pousar na pista 05L, o piloto automático foi desligado, e os pilotos tentaram então arremeter de forma manual. O avião desacelerou, inclinou-se 40º para cima, chegou aos 1 000 pés (300 m), perdeu o controle e caiu num bairro residencial a menos de um quilômetro do aeroporto, incendiando-se às 16h20 hora local. Às 196 pessoas a bordo morreram, entre elas o governador do banco central de Taiwan Sheu Yuan-dong, junto com sete pessoas em terra. Hsu Lu, o gerente da emissora de rádio Voice of Taipé, disse que uma criança fora tirada com vida do avião e morreu posteriormente num hospital da capital taiwanesa.
Com 203 mortos, este foi o desastre aéreo mais letal de 1998 até a queda do voo Swissair 111 na costa leste do Canadá menos de 7 meses depois. É o pior acidente aéreo em Taiwan e o quinto de um Airbus A300. A China Airlines tinha 12 A300 na frota no momento do acidente. Também é o segundo acidente de avião com mais vítimas mortais da história do país asiático antes do voo China Airlines 611, um Boeing 747-209B que caiu no estreito de Taiwan com 225 mortos quatro anos mais tarde.